# 拉斯特赫里亞斯
10°15′10″N 67°10′29″W / 10.25278°N 67.17472°W
拉斯特赫里亞斯（西班牙語：Las Tejerías），是委內瑞拉的城鎮，位於該國北部阿拉瓜州，是桑托斯米切萊納市的首府，始建於1904年，海拔高度510米，人口43,786，人口密度為每平方公里150人。